# Santol malajski

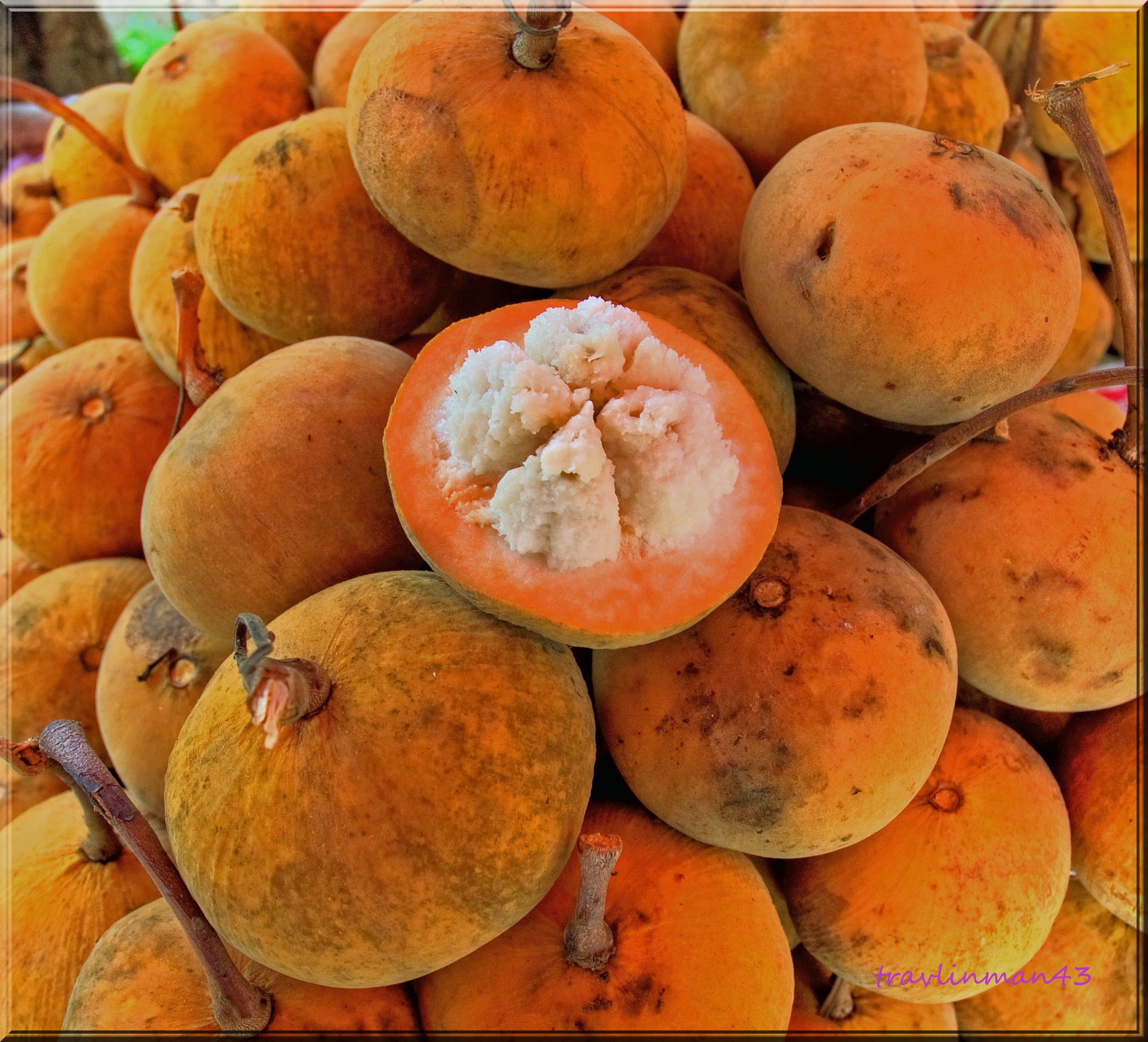

Santol malajski (Sandoricum koetjape (Burm.f.) Merr.) – gatunek drzewa z rodziny meliowatych. Pochodzi z Południowo-Wschodniej Azji i powszechnie uprawiany na tym obszarze. Międzynarodowa nazwa handlowa santol wywodzi się z filipińskiego języka tagalog.

## Morfologia
PokrójDrzewo osiągające do 40 m wysokości. Rozłożyste korzenie szkarpowe. Korona gęsta, cylindryczna.
LiścieSkórzaste, trójlistkowe, długości do 25 cm, z wierzchu ciemniejsze, błyszczące.
KwiatyZielonkawe, zebrane w drobnych gronach.
OwoceDuża żółtobrązowa jagoda. Skórka omszona, miąższ białawy. Owoce występują w dwóch odmianach, żółtej i czerwonej. W smaku bywają kwaśne lub słodkie. Jadalna jest również skórka.

## Zastosowanie
- Gatunek sadzony jest w Azji i Oceanii jako drzewo owocowe.
- Z osnówek nasion robi się soki i przeciery.
- Terpenoidy otrzymywane z kory, liści i korzeni (sandoricin oraz koetjapik) wykorzystywane do produkcji leków przeciwnowotworowych[5].
- Z drewna wykonuje się kecapi, tradycyjne instrumenty muzyczne.